# 헬리오그래피

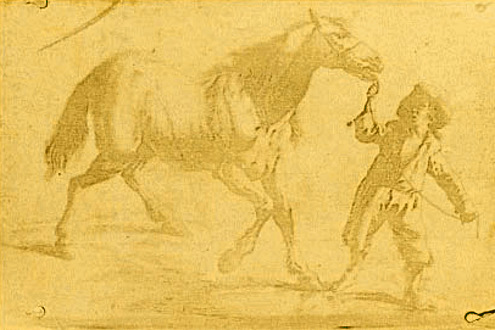
1825년의 헬리오그래피 미술 작품

헬리오그래피(Heliography)는 조제프 니세포어 니엡스가 만든 사진 기법이다. 빛을 받은 유태역청을 라벤더 오일로 지우면 빛을 받은 부분은 그대로 굳어서 남고 빛을 받지 않은 부분은 오일에 녹는 현상을 이용했기 때문에 태양의 그림이라는 뜻의 헬리오그래피라 불렸다.